# Anne Graham
Anne Morrow Graham Lotz (nacida el 21 de mayo de 1948) es una evangelista estadounidense. Es la segunda hija del evangelista Billy Graham y su esposa Ruth Graham. Fundó AnGeL Ministries y es autora de 11 libros, de los cuales el más conocido es Just Give Me Jesus.

## Biografía
Anne creció en una familia muy religiosa y a la edad de 16 años decidió seguir a Jesucristo. Después de graduarse de la universidad, comenzó a trabajar en el ministerio de su padre y se convirtió en una predicadora y maestra de la Biblia muy respetada.
En 1988, Anne fundó su propio ministerio, "AnGeL Ministries", con el objetivo de compartir el mensaje del Evangelio con las mujeres en todo el mundo. Desde entonces, ha viajado extensamente por todo Estados Unidos y otros países, hablando en conferencias de mujeres y en iglesias.
Anne también es autora de varios libros, incluyendo "Just Give Me Jesus" y "The Daniel Prayer". Su estilo de enseñanza se centra en la necesidad de tener una relación personal con Dios a través de la oración y el estudio de la Biblia.
A lo largo de su carrera, Anne ha sido reconocida por su liderazgo y dedicación en el ministerio cristiano. Ha recibido varios premios y honores, incluyendo la Medalla de la Libertad Presidencial, el más alto honor civil de Estados Unidos.
Anne está casada con Danny Lotz, un exjugador de baloncesto universitario y entrenador. Tienen tres hijos y varios nietos.

## Muerte de su cónyuge
El esposo de Lotz, Daniel Lotz, de 78 años, murió el 19 de agosto de 2015. Fue descubierto inconsciente en la piscina de su patio trasero dos semanas antes de su 49 aniversario.

## Reconocimientos
Lotz ha recibido cuatro premios Gold Medallion Book Awards de la Asociación de Editores Cristianos Evangélicos por su excelencia en publicaciones cristianas:
- The Vision of His Glory (1997)[1]
- God’s Story (1998)[2]
- Just Give Me Jesus (2001)[3]
- My Heart’s Cry (2003)[4]

## Controversias
Ella afirmó de manera controvertida que los ataques del 11 de septiembre de 2001 contra Estados Unidos fueron el castigo de Dios al país por las personas transgénero, la evolución y el secularismo.